# Pandiaka welwitschii
Pandiaka welwitschii är en amarantväxtart som först beskrevs av Schinz, och fick sitt nu gällande namn av William Philip Hiern. Pandiaka welwitschii ingår i släktet Pandiaka och familjen amarantväxter. Inga underarter finns listade i Catalogue of Life.